# 4식 중폭격기

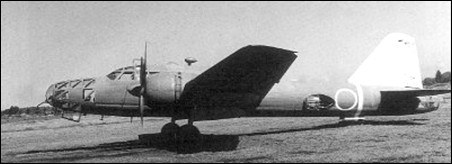
미쓰비시 Ki-67

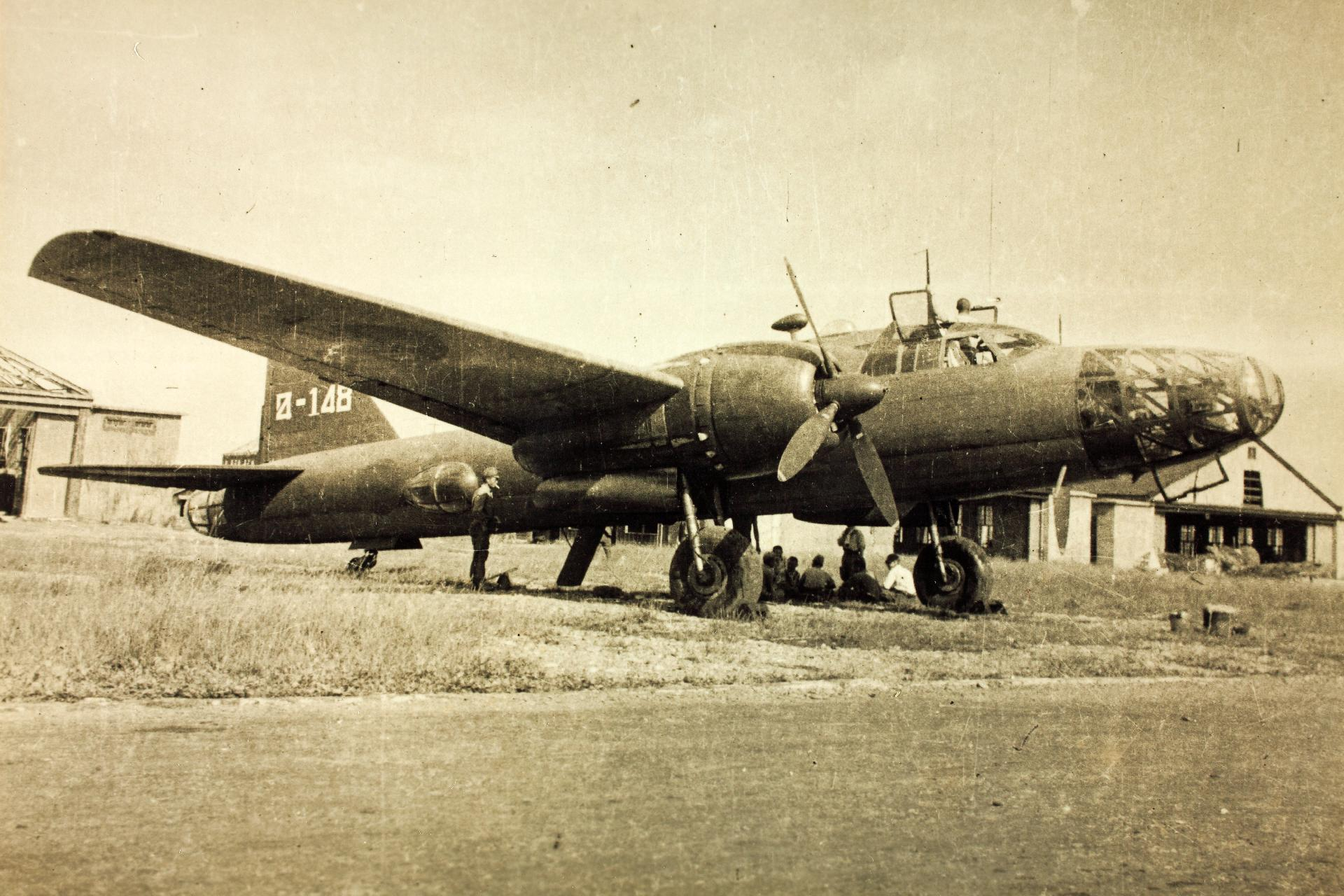
미쓰비시 Ki-67

4식 중폭격기(일본어: 四式重爆撃機)는 제2차 세계 대전 시기에 개발된 일본 제국 육군의 폭격기로 시제품 명칭은 Ki-67이다. 애칭은 히류(일본어: 飛龍)이며 연합군의 코드 네임은 페기(Peggy)이다.
1식 육상공격기의 개발사인 미쓰비시 중공업이 개발하였다. 첫 비행은 1942년 12월 27일에 있었다. 제2차 세계 대전 말기인 1944년 1월부터 사용되었으며 일부 폭격기는 가미카제 특공대 전용 폭격기로 사용되기도 했다.

## 제원
- 전장: 18.7m
- 전폭: 22.50m
- 전고: 7.70m
- 익면적: 65.90m2
- 엔진: 미쓰비시 Ha-104 14기통 성형 엔진 (1,417kW, 1,900마력)
- 중량: 8,649kg
- 최대 속도: 537km/h
- 무장: 포탄 1,600kg 20mm 기관포 1문(후방 포탑) 13.2mm 기관총 3정(1정 하방,1정 위, 1정 전방)

## 같이 보기
- 1식 육상공격기
- 노스 아메리칸 B-25 미첼
- 투폴레프 Tu-2
- 융커스 Ju 88
- 도르니에 Do 217
- 하인켈 He 111